# Илариани, Давид
Давид Илариани (груз. დავით ილარიანი; род. 20 января 1981, Тбилиси) — грузинский легкоатлет, специалист по барьерному бегу. Выступал за сборную Грузии по лёгкой атлетике в 2000—2014 годах, многократный победитель и призёр первенств национального значения, участник трёх летних Олимпийских игр, действующий рекордсмен Грузии в беге на 110 метров с барьерами.

## Биография
Давид Илариани родился 20 января 1981 года в Тбилиси, Грузинская ССР.
Впервые заявил о себе в лёгкой атлетике на международном уровне в сезоне 2000 года, когда вошёл в состав грузинской национальной сборной и выступил в беге на 110 метров с барьерами на юниорском мировом первенстве в Сантьяго.
В 2001 году стартовал на взрослых чемпионате мира в помещении в Лиссабоне и чемпионате мира в Эдмонтоне.
В 2002 году принял участие в чемпионате Европы в Мюнхене.
В 2003 году бежал 60 метров с барьерами на чемпионате мира в помещении в Бирмингеме, а также 110 метров с барьерами на молодёжном европейском первенстве в Быдгоще и на чемпионате мира в Париже.
Благодаря череде удачных выступлений удостоился права защищать честь страны на летних Олимпийских играх 2004 года в Афинах, где в барьерном беге на 110 метров выбыл из борьбы за медали уже на предварительном квалификационном этапе.
В 2005 году дошёл до стадии полуфиналов на чемпионате Европы в помещении в Мадриде, находился в числе участников Универсиады в Измире и чемпионата мира в Хельсинки.
В 2006 году выходил на старт чемпионата мира в помещении в Москве.
В 2007 году выступил на чемпионате Европы в помещении в Бирмингеме и на чемпионате мира в Осаке.
Находясь в числе лидеров грузинской легкоатлетической сборной, благополучно прошёл отбор на Олимпийские игры 2008 года в Пекине — на сей раз преодолел предварительный квалификационный этап и остановился в четвертьфинале бега на 110 метров с барьерами.
После пекинской Олимпиады Илариани остался в составе национальной команды Грузии на ещё один олимпийский цикл и продолжил принимать участие в крупнейших международных стартах. Так, в 2009 году он выступил на чемпионате Европы в помещении в Турине и на чемпионате мира в Берлине.
В 2010 году участвовал в чемпионате Европы в Барселоне.
В 2012 году отметился выступлением на чемпионате Европы в Хельсинки, был лучшим на международном турнире Folksam Grand Prix в Карлстаде, тогда как на соревнованиях в болгарском Сливене установил ныне действующий национальный рекорд Грузии в беге на 110 метров с барьерами — 13,58 секунды. Позже в той же дисциплине состязался на Олимпийских играх в Лондоне, но дальше первого забега пройти не смог.
В 2014 году стал серебряным призёром на зимнем чемпионате Балкан в Стамбуле и на летнем чемпионате Балкан в Питешти, после чего завершил спортивную карьеру.